# Nekrolog 4. Quartal 2000
Nekrolog
◄◄
| ◄
| 1996
| 1997
| 1998
| 1999
| 2000 | 2001 | 2002 | 2003 | 2004 | ► | ►►
1. Quartal |
2. Quartal |
3. Quartal |
4. Quartal 2000
Weitere Ereignisse | Allgemeiner Nekrolog 2000
Die Beschreibung der verstorbenen Person sollte so kurz wie möglich gehalten sein und nur deren signifikante Tätigkeit(en) enthalten.
Neue Namen ggf. auch unter dem Geburts- und Sterbedatum, also etwa unter 1. Januar und im Geburts- und Sterbejahr (2024) eintragen (nur bei entsprechender großer Wichtigkeit). Für Beispiele siehe die schon vorhandenen Artikel.
Außerdem über die fünf zuletzt Verstorbenen, zu denen es einen ausreichend guten Artikel für eine Präsentation auf der Hauptseite gibt, nach der todesbedingten Überarbeitung der Artikel ggf. auch unter Wikipedia Diskussion:Hauptseite informieren und sie am besten auch in den anderen Wikipedia-Sprachversionen eintragen. Tipp: Regelmäßig bei news.google.de nach „ist tot“, „gestorben“ oder „verstorben“ suchen.
Wenn eine Person gestorben ist, gibt es viele Seiten zu dieser Person in der Wikipedia, die davon auch betroffen sind und entsprechend aktualisiert werden müssen. Beispiele: Namenübersichtsseite, Geburtsjahr, Geburtsort-Seiten und viele mehr.
Wie finde ich die betroffenen Seiten?
Im Suchfeld auf der linken Seite gibt man den Suchbegriff so ein: „Vorname Nachname“. Dann klickt man auf Volltext und alle Seiten mit entsprechendem Suchtext werden aufgerufen. Hier sieht man dann schnell, wo auch das Todesjahr Sinn macht oder sogar ein Teil des Artikels angepasst werden muss. Auch hilft das „Werkzeug“ auf der linken Seite sehr gut, um solche Seiten aufzufinden: „Links auf diese Seite“. Somit ist die Wikipedia wieder aktuell in allen Bereichen! Hinweis: bei Eintragung der Kategorie „Gestorben JAHR“ wird der Missbrauchsfilter 49 ausgelöst, was jedoch nicht schlimm ist. Siehe: Spezial:Missbrauchsfilter/49
Dies ist eine Liste von im vierten Quartal 2000 verstorbenen bekannten Persönlichkeiten. Die Einträge erfolgen innerhalb der einzelnen Daten alphabetisch sortiert. Tiere sind im Nekrolog für Tiere zu finden.

## Oktober
| Tag         | Name                                  | Beruf, bekannt als                                                                                              | Alter | Beleg |
| ----------- | ------------------------------------- | --- | ----- | ----- |
| 1. Oktober  | Rosie Douglas                         | dominicanischer Politiker                                                                                       | 58    |       |
| 1. Oktober  | Wiktor Eckhaus                        | niederländischer Mathematiker                                                                                   | 70    |       |
| 1. Oktober  | Otto Fuchs                            | deutscher Maler                                                                                                 | 89    |       |
| 1. Oktober  | Reginald Kray                         | englischer Verbrecher                                                                                           | 66    |       |
| 1. Oktober  | Oskar Lockowandt                      | deutscher Philosoph, Psychologe und Graphologe                                                                  | 65    |       |
| 1. Oktober  | Horst Niggemeier                      | deutscher Politiker (SPD), MdB                                                                                  | 71    |       |
| 01. Oktober | Robert Petersen                       | US-amerikanischer Eisschnellläufer                                                                              | 86    |       |
| 1. Oktober  | Dave Sheppard                         | US-amerikanischer Gewichtheber                                                                                  | 68    |       |
| 1. Oktober  | Luciano Storero                       | italienischer Geistlicher, Diplomat des Heiligen Stuhls                                                         | 74    |       |
| 1. Oktober  | David Tonkin                          | australischer Politiker (Liberal Party), Premierminister von South Australia                                    | 71    |       |
| 2. Oktober  | Amadou Karim Gaye                     | senegalesischer Politiker                                                                                       | 86    |       |
| 2. Oktober  | Richard Liberty                       | US-amerikanischer Schauspieler                                                                                  | 68    |       |
| 2. Oktober  | Justus Mühlenpfordt                   | deutscher Physiker                                                                                              | 89    |       |
| 2. Oktober  | Erich Scholz                          | deutscher Architekt, Autor, Lieddichter und SS-Mann                                                             | 89    |       |
| 2. Oktober  | Elek Schwartz                         | rumänischer Fußballspieler und -trainer                                                                         | 91    |       |
| 3. Oktober  | Wojciech Has                          | polnischer Filmregisseur                                                                                        | 75    |       |
| 3. Oktober  | Udo Klug                              | deutscher Fußballspieler, -trainer und -manager                                                                 | 72    |       |
| 3. Oktober  | Benjamin Orr                          | US-amerikanischer Musiker, Mitglied von „The Cars“                                                              | 53    |       |
| 3. Oktober  | Johann Paintner                       | deutscher Landwirt und Politiker (FDP), MdB                                                                     | 73    |       |
| 3. Oktober  | Hans Thieme                           | deutscher Jurist, Rechtshistoriker und Professor                                                                | 94    |       |
| 4. Oktober  | Rudolf Filipot                        | österreichischer Politiker, Bürgermeister und MdL Kärnten                                                       | 81    |       |
| 4. Oktober  | Masaji Iguro                          | japanischer Skispringer                                                                                         | 87    |       |
| 4. Oktober  | Erling Jensen                         | dänischer Politiker, Abgeordneter und Minister                                                                  | 80    |       |
| 4. Oktober  | Horst Jura                            | deutscher Fußballspieler                                                                                        | 63    |       |
| 4. Oktober  | Dietmar Matterne                      | deutscher Politiker (SPD), MdV, MdB                                                                             | 58    |       |
| 4. Oktober  | Tofiq Quliyev                         | aserbeidschanischer Pianist, Komponist, Musikpädagoge und Musikfunktionär                                       | 82    |       |
| 4. Oktober  | Ludvík Ráža                           | tschechischer Filmregisseur und Drehbuchautor                                                                   | 71    |       |
| 4. Oktober  | Rhadi Ben Abdesselam                  | marokkanischer Leichtathlet                                                                                     | 71    |       |
| 4. Oktober  | Egano Righi-Lambertini                | italienischer Kardinal der römisch-katholischen Kirche                                                          | 94    |       |
| 4. Oktober  | Michael Smith                         | kanadischer Chemiker, Nobelpreis für Chemie (1993)                                                              | 68    |       |
| 5. Oktober  | Leopold Barschandt                    | österreichischer Fußballspieler                                                                                 | 75    |       |
| 5. Oktober  | Franz Beck                            | liechtensteinischer Skirennläufer                                                                               | 70    |       |
| 5. Oktober  | Johanna Döbereiner                    | brasilianische Agrarwissenschaftlerin                                                                           | 75    |       |
| 5. Oktober  | Cătălin Hâldan                        | rumänischer Fußballspieler                                                                                      | 24    |       |
| 5. Oktober  | Ota B. Kraus                          | tschechischer Schriftsteller und Lehrer                                                                         | 79    |       |
| 5. Oktober  | Wilhelm Meyer                         | deutscher Unternehmer und Sportförderer                                                                         | 91    |       |
| 5. Oktober  | Keith Roberts                         | britischer Science-Fiction-Autor und Illustrator                                                                | 65    |       |
| 5. Oktober  | Sergei Jewgenjewitsch Saitschik       | sowjetischer Skispringer                                                                                        | 43    |       |
| 5. Oktober  | Cuco Sánchez                          | mexikanischer Sänger, Komponist, Gitarrist und Schauspieler                                                     | 79    |       |
| 5. Oktober  | Rafael Rodríguez Urrusti              | spanischer Künstler                                                                                             | 78    |       |
| 5. Oktober  | Frans Ludo Verbeeck                   | belgischer Komponist und Dirigent                                                                               | 74    |       |
| 5. Oktober  | Sidney R. Yates                       | US-amerikanischer Politiker                                                                                     | 91    |       |
| 6. Oktober  | José Cabanis                          | französischer Jurist und Schriftsteller                                                                         | 78    |       |
| 6. Oktober  | John T. Connor                        | US-amerikanischer Politiker und Manager                                                                         | 85    |       |
| 6. Oktober  | Leo Dittmer                           | deutscher Grafiker und Hochschullehrer                                                                          | 85    |       |
| 6. Oktober  | Richard Farnsworth                    | US-amerikanischer Schauspieler                                                                                  | 80    |       |
| 6. Oktober  | Pat Flowers                           | US-amerikanischer Jazzpianist und Sänger                                                                        | 82    |       |
| 6. Oktober  | Bernardo González                     | spanischer Radrennfahrer                                                                                        | 31    |       |
| 6. Oktober  | Per-Olov Löwdin                       | schwedischer Physiker                                                                                           | 83    |       |
| 6. Oktober  | K. Gunn McKay                         | US-amerikanischer Politiker                                                                                     | 75    |       |
| 6. Oktober  | George Huntston Williams              | unitarischer Theologe                                                                                           | 86    |       |
| 7. Oktober  | Peter Emil Becker                     | deutscher Neurologe, Psychiater, Humangenetiker                                                                 | 91    |       |
| 7. Oktober  | Walter Krupinski                      | deutscher Militär, Offizier der Luftwaffe im Zweiten Weltkrieg (Ritterkreuzträger), ab 1976 Generalleutnant ... | 79    |       |
| 7. Oktober  | Paul Ruhig                            | deutscher Gewerkschafter (FDGB)                                                                                 | 78    |       |
| 8. Oktober  | Hilde Eisler                          | deutsche Journalistin                                                                                           | 88    |       |
| 8. Oktober  | Karlgeorg Hoefer                      | deutscher Typograf, Schriftdesigner und Kalligraph                                                              | 86    |       |
| 8. Oktober  | Josef Krautkrämer                     | deutscher Physiker, Unternehmer                                                                                 | 87    |       |
| 8. Oktober  | Heinz Kucharski                       | deutscher Indologe und Widerstandskämpfer, Mitglied der Weißen Rose                                             | 81    |       |
| 8. Oktober  | Viktor Kühne                          | Schweizer Staatsbeamter                                                                                         | 88    |       |
| 8. Oktober  | Clarence Myerscough                   | britischer Geiger und Musikpädagoge                                                                             | 69    |       |
| 8. Oktober  | Francesco Pennisi                     | italienischer Komponist                                                                                         | 66    |       |
| 8. Oktober  | Gerhard Schmitt                       | deutscher Theologe und Pfarrer                                                                                  | 90    |       |
| 8. Oktober  | Timothy P. Sheehan                    | US-amerikanischer Politiker                                                                                     | 91    |       |
| 8. Oktober  | Jinzaburō Takagi                      | japanischer Chemiker                                                                                            | 62    |       |
| 8. Oktober  | E. S. Johnny Walker                   | US-amerikanischer Politiker                                                                                     | 89    |       |
| 9. Oktober  | Robert Frederick Bennett              | US-amerikanischer Politiker                                                                                     | 73    |       |
| 9. Oktober  | Waltari Bergmann                      | deutscher Lehrer und Heimatforscher                                                                             | 82    |       |
| 9. Oktober  | Ladislav Čepelák                      | tschechischer Maler, Graphiker und Illustrator                                                                  | 76    |       |
| 9. Oktober  | David Dukes                           | US-amerikanischer Schauspieler                                                                                  | 55    |       |
| 9. Oktober  | Wilhelm Grau                          | deutscher Historiker und Ethnologe                                                                              | 90    |       |
| 9. Oktober  | James V. Hartinger                    | US-amerikanischer Offizier, General der US Air Force                                                            | 75    |       |
| 9. Oktober  | Charles Hartshorne                    | US-amerikanischer Philosoph                                                                                     | 103   |       |
| 9. Oktober  | Hans-Joachim von Hopffgarten          | deutscher General                                                                                               | 85    |       |
| 9. Oktober  | Leonid Pawlowitsch Potapow            | sowjetischer Ethnologe und Historiker                                                                           | 95    |       |
| 9. Oktober  | John Joseph Thomas Ryan               | US-amerikanischer Geistlicher, Militärerzbischof                                                                | 86    |       |
| 10. Oktober | Sirimavo Bandaranaike                 | sri-lankische Politikerin, Premierministerin Sri Lankas                                                         | 84    |       |
| 10. Oktober | Günter Brödl                          | österreichischer Liedtexter                                                                                     | 45    |       |
| 10. Oktober | Ferenc Farkas                         | ungarischer Komponist                                                                                           | 94    |       |
| 10. Oktober | Emile Kuri                            | mexikanischer Szenenbildner                                                                                     | 93    |       |
| 10. Oktober | Nikolai Grigorjewitsch Ljaschtschenko | sowjetischer Armeegeneral                                                                                       | 90    |       |
| 10. Oktober | Ambrogio Morelli                      | italienischer Radrennfahrer                                                                                     | 94    |       |
| 10. Oktober | Heinrich Schultes                     | deutscher römisch-katholischer Priester und Senator (Bayern)                                                    | 88    |       |
| 10. Oktober | Bruce Vento                           | US-amerikanischer Politiker                                                                                     | 60    |       |
| 10. Oktober | Harald Weirich                        | deutscher Librettist                                                                                            | 58    |       |
| 10. Oktober | Klaus Winter                          | deutscher Jurist und Richter des Bundesverfassungsgerichts                                                      | 64    |       |
| 10. Oktober | Zhao Lihai                            | chinesischer Jurist, Richter am Internationalen Seegerichtshof (1996–2000)                                      | 84    |       |
| 11. Oktober | Rudolf Angelides                      | österreichischer Architekt                                                                                      | 83    |       |
| 11. Oktober | Donald Dewar                          | schottischer Politiker, Mitglied des House of Commons                                                           | 63    |       |
| 11. Oktober | Hiroshi Inose                         | japanischer Elektroingenieur                                                                                    | 73    |       |
| 11. Oktober | Matija Ljubek                         | jugoslawischer Kanute                                                                                           | 46    |       |
| 11. Oktober | Sam O’Steen                           | US-amerikanischer Filmeditor und Filmregisseur                                                                  | 76    |       |
| 11. Oktober | Pietro Palazzini                      | italienischer Geistlicher, Kurienkardinal der römisch-katholischen Kirche                                       | 88    |       |
| 11. Oktober | Luigi Mario Venanzi                   | italienisch-britischer Chemiker, Forscher und Universitätsprofessor                                             | 73    |       |
| 12. Oktober | Bruno Koschmider                      | deutscher Artist, Varietékünstler und Gastronom                                                                 | 74    |       |
| 13. Oktober | Jean-Henri Azéma                      | französischer Dichter                                                                                           | 86    |       |
| 13. Oktober | Peter Borowsky                        | deutscher Historiker                                                                                            | 62    |       |
| 13. Oktober | Eduard Bösl                           | deutscher Missionsbischof                                                                                       | 75    |       |
| 13. Oktober | Gus Hall                              | US-amerikanischer Politiker (CPUSA)                                                                             | 90    |       |
| 13. Oktober | Walter Hammer                         | deutscher Jurist                                                                                                | 76    |       |
| 13. Oktober | Clarence Lushbaugh                    | US-amerikanischer Radiologe und Pathologe                                                                       | 84    |       |
| 13. Oktober | Jean Peters                           | US-amerikanische Schauspielerin                                                                                 | 73    |       |
| 13. Oktober | Victor Sartre                         | französischer Geistlicher, Erzbischof von Antananarivo                                                          | 98    |       |
| 13. Oktober | Britt Woodman                         | US-amerikanischer Jazzmusiker                                                                                   | 80    |       |
| 14. Oktober | Art Coulter                           | kanadischer Eishockeyspieler                                                                                    | 91    |       |
| 14. Oktober | Otto Garten                           | deutsch-sorbischer Künstler                                                                                     | 97    |       |
| 14. Oktober | Wolfgang Obladen                      | deutscher Politiker (CDU)                                                                                       | 76    |       |
| 14. Oktober | Rudolf Schenda                        | deutscher Volkskundler und Erzählforscher                                                                       | 70    |       |
| 14. Oktober | Hanne Schleich                        | deutsche Schriftstellerin                                                                                       | 84    |       |
| 15. Oktober | Hans-Joachim Becke                    | deutscher Brigadegeneral des Heeres der Bundeswehr                                                              | 85    |       |
| 15. Oktober | Konrad Bloch                          | deutsch-US-amerikanischer Biochemiker und Nobelpreisträger                                                      | 88    |       |
| 15. Oktober | Leif Erlsboe                          | dänisch-norwegischer Filmeditor, Regisseur und Drehbuchautor                                                    | 56    |       |
| 15. Oktober | Leo Marini                            | argentinischer Sänger                                                                                           | 80    |       |
| 15. Oktober | John Perceval                         | australischer Maler und Keramiker                                                                               | 77    |       |
| 15. Oktober | Helmut Reinhardt                      | deutscher Politiker (CDU), MdL                                                                                  | 78    |       |
| 16. Oktober | Eric Barnes                           | walisisch-australischer Mathematiker                                                                            | 76    |       |
| 16. Oktober | Emil Berna                            | Schweizer Kameramann                                                                                            | 93    |       |
| 16. Oktober | Eugen Brixel                          | österreichischer Komponist für Blasmusik                                                                        | 61    |       |
| 16. Oktober | Gerhard Buchführer                    | deutscher Parteifunktionär, Wirtschaftswissenschaftler und Hochschullehrer                                      | 70    |       |
| 16. Oktober | Mel Carnahan                          | US-amerikanischer Politiker (Demokratische Partei)                                                              | 66    |       |
| 16. Oktober | Rick Jason                            | US-amerikanischer Schauspieler                                                                                  | 77    |       |
| 16. Oktober | Manfred Humbs                         | deutscher Politiker (CSU), MdL                                                                                  | 74    |       |
| 17. Oktober | G. Arthur Cooper                      | US-amerikanischer Paläontologe                                                                                  | 98    |       |
| 17. Oktober | Georges Gusdorf                       | französischer Philosoph und Epistemologe                                                                        |       |       |
| 17. Oktober | Fritz Holzer                          | österreichischer Schauspieler                                                                                   | 71    |       |
| 17. Oktober | Joachim Neumann                       | deutscher Offizier                                                                                              | 83    |       |
| 17. Oktober | Leo Nomellini                         | US-amerikanischer American-Football-Spieler und Wrestler                                                        | 76    |       |
| 17. Oktober | Walter Shenson                        | US-amerikanischer Filmproduzent                                                                                 | 81    |       |
| 18. Oktober | Dieter Eric Chenaux-Repond            | Schweizer Diplomat                                                                                              | 66    |       |
| 18. Oktober | Kurt Förster                          | deutscher Politiker                                                                                             | 86    |       |
| 18. Oktober | Julie London                          | US-amerikanische Schauspielerin und Sängerin                                                                    | 74    |       |
| 18. Oktober | Wladimir Kondratjewitsch Pizek        | sowjetischer Schauspieler                                                                                       | 85    |       |
| 18. Oktober | Sidney Salkow                         | US-amerikanischer Regisseur, Filmproduzent, Schriftsteller und Drehbuchautor                                    | 91    |       |
| 18. Oktober | Flurin Spescha                        | Schweizer Autor und Publizist                                                                                   | 42    |       |
| 18. Oktober | Gwen Verdon                           | US-amerikanische Schauspielerin und Tänzerin                                                                    | 75    |       |
| 19. Oktober | Hélène Bessette                       | französische Autorin                                                                                            | 82    |       |
| 19. Oktober | Max Bressel                           | deutscher Urologe                                                                                               | 73    |       |
| 19. Oktober | Senta Geißler                         | deutsche Malerin                                                                                                | 98    |       |
| 19. Oktober | Kenneth I. Howard                     | US-amerikanischer Psychotherapieforscher und Psychotherapeut                                                    | 68    |       |
| 19. Oktober | Gustav Kilian                         | deutscher Radrennfahrer                                                                                         | 92    |       |
| 19. Oktober | Ōki Seikan                            | japanischer Leichtathlet                                                                                        | 93    |       |
| 19. Oktober | Charles Perkins                       | australischer Akademiker, politischer Aktivist der Aborigines                                                   |       |       |
| 19. Oktober | Leopoldo Savona                       | italienischer Regisseur und Drehbuchautor                                                                       |       |       |
| 19. Oktober | Karl Stein                            | deutscher Mathematiker                                                                                          | 87    |       |
| 20. Oktober | Josef Erber                           | deutscher Bildhauer und Karikaturist                                                                            | 96    |       |
| 20. Oktober | Josef Fridl                           | österreichischer Politiker (SPÖ), Landtagsabgeordneter                                                          | 70    |       |
| 20. Oktober | Antonio Maspes                        | italienischer Radrennfahrer                                                                                     | 68    |       |
| 20. Oktober | Franz Polak                           | deutscher römisch-katholischer Pfarrer                                                                          | 91    |       |
| 20. Oktober | Otto Reichow                          | deutsch-US-amerikanischer Schauspieler in Hollywoodfilmen                                                       | 95    |       |
| 20. Oktober | Dölf Reist                            | Schweizer Bergsteiger und Fotograf                                                                              | 79    |       |
| 21. Oktober | Wolfgang Bonte                        | deutscher Rechtsmediziner und Hochschullehrer                                                                   | 61    |       |
| 21. Oktober | Erich Herzog                          | deutscher Kunsthistoriker und Museumsdirektor                                                                   | 83    |       |
| 21. Oktober | Dirk Struik                           | niederländischer Mathematiker                                                                                   | 106   |       |
| 22. Oktober | Rudolf Jürgen Bartsch                 | deutscher Schriftsteller, Kabarettist und Sprecher                                                              | 79    |       |
| 22. Oktober | Richard Gürteler                      | deutscher Politiker (CSU), MdL                                                                                  | 64    |       |
| 22. Oktober | Suzanne Haïk-Vantoura                 | französische Organistin, Musiklehrerin, Komponistin und Musiktheoretikerin                                      | 88    |       |
| 22. Oktober | Henry David Jocelyn                   | britischer Altphilologe australischer Herkunft                                                                  | 67    |       |
| 22. Oktober | Jean-Luc Mandaba                      | zentralafrikanischer Politiker, Premierminister der Zentralafrikanischen Republik                               | 57    |       |
| 22. Oktober | Heinz Quirin                          | deutscher Historiker                                                                                            | 87    |       |
| 22. Oktober | Hans Sommer                           | deutscher Filmkomponist                                                                                         | 96    |       |
| 23. Oktober | Wilhelm Burgard                       | saarländischer Leichtathlet                                                                                     | 73    |       |
| 23. Oktober | Hans Ertl                             | deutscher Bergsteiger, Kameramann, Kriegsberichterstatter, Regisseur                                            | 92    |       |
| 23. Oktober | Eduard Goldstücker                    | tschechoslowakischer Diplomat, Germanist und Literaturhistoriker                                                | 87    |       |
| 23. Oktober | Georg Hees                            | Deutscher Übersetzer                                                                                            | 80    |       |
| 23. Oktober | José de Meijer                        | niederländischer Manager und Politiker                                                                          | 85    |       |
| 23. Oktober | Bengt Nordström                       | schwedischer Musiker und Produzent                                                                              | 64    |       |
| 23. Oktober | Nils Täpp                             | schwedischer Skilangläufer                                                                                      | 82    |       |
| 23. Oktober | Yokozuna                              | US-amerikanischer Wrestler                                                                                      | 34    |       |
| 24. Oktober | Pasquale Cajano                       | italienisch-US-amerikanischer Schauspieler                                                                      | 79    |       |
| 24. Oktober | Kurt Wolfram Carlos Elmenhorst        | deutscher Kaufmann, Sammler von Mayatextilien                                                                   | 90    |       |
| 24. Oktober | Rudy Hirigoyen                        | französischer Sänger und Schauspieler                                                                           | 81    |       |
| 24. Oktober | Sitaram Kesri                         | indischer Politiker                                                                                             | 80    |       |
| 24. Oktober | Fereydun Moschiri                     | persischer Dichter                                                                                              | 74    |       |
| 24. Oktober | Little Mack Simmons                   | US-amerikanischer Mundharmonikaspieler, Sänger und Songwriter                                                   | 67    |       |
| 24. Oktober | Ingrid Warburg Spinelli               | deutsche Philanthropin, Antifaschistin und Sozialistin                                                          | 90    |       |
| 25. Oktober | Günter Anlauf                         | deutscher Bildhauer und Grafiker                                                                                | 76    |       |
| 25. Oktober | Gerhard Bassler                       | deutscher Maler                                                                                                 | 83    |       |
| 25. Oktober | Alberto Demiddi                       | argentinischer Ruderer                                                                                          | 56    |       |
| 25. Oktober | Klara Hautmann-Kiss                   | österreichische Architektin, Bühnenbildnerin und Malerin                                                        | 80    |       |
| 25. Oktober | Jeanne Lee                            | US-amerikanische Sängerin (Jazz, Neue Musik), Autorin und Choreographin                                         | 61    |       |
| 25. Oktober | Raymond Lemoigne                      | französischer Kameramann                                                                                        | 80    |       |
| 25. Oktober | Brian McConnell, Baron McConnell      | britischer Politiker, Parlamentsmitglied im nordirischen House of Commons und später im House of Lords          | 77    |       |
| 25. Oktober | Ciril Praček                          | jugoslawischer Skirennläufer                                                                                    | 87    |       |
| 25. Oktober | Verne Wolfe                           | US-amerikanischer Stabhochspringer und Leichtathletiktrainer                                                    | 78    |       |
| 26. Oktober | Ernst Alexander von Eschwege          | deutscher Filmemacher                                                                                           | 52    |       |
| 26. Oktober | Muriel Evans                          | US-amerikanische Schauspielerin                                                                                 | 90    |       |
| 26. Oktober | Ulrich Fitz                           | österreichischer Politiker (ÖVP), Landtagsabgeordneter zum Vorarlberger Landtag                                 | 81    |       |
| 26. Oktober | Laila Kinnunen                        | finnische Sängerin                                                                                              | 60    |       |
| 26. Oktober | Jesús Puente                          | spanischer Schauspieler                                                                                         | 69    |       |
| 26. Oktober | Mike Rawson                           | englischer Leichtathlet                                                                                         | 66    |       |
| 27. Oktober | Lída Baarová                          | tschechische Schauspielerin und Geliebte von Joseph Goebbels                                                    | 86    |       |
| 27. Oktober | Walter Berry                          | österreichischer Opernsänger (Bassbariton)                                                                      | 71    |       |
| 27. Oktober | Heinz Koch                            | deutscher Badmintonspieler                                                                                      | 70    |       |
| 27. Oktober | Joachim Richter                       | deutscher Politiker (SPD), MdV, MdL                                                                             | 59    |       |
| 27. Oktober | Harry Rosenberg                       | deutscher Seemann, Kuriositätenhändler und Numismatiker                                                         | 75    |       |
| 27. Oktober | Brigitte Schröder                     | deutsche Ehefrau von Gerhard Schröder (CDU)                                                                     | 83    |       |
| 27. Oktober | Klaus-Jürgen Thäter                   | deutscher Marineoffizier, Konteradmiral der Bundesmarine                                                        | 75    |       |
| 27. Oktober | Wolf von Zawadzky                     | deutscher Brigadegeneral der Bundeswehr und Präsident der Johanniter-Unfall-Hilfe                               | 92    |       |
| 28. Oktober | Josef Felder                          | deutscher Journalist und Politiker (SPD), MdR, MdB                                                              | 100   |       |
| 28. Oktober | Carlos Guastavino                     | argentinischer Komponist                                                                                        | 88    |       |
| 28. Oktober | Edith Peters                          | US-amerikanische Sängerin und Schauspielerin                                                                    | 74    |       |
| 28. Oktober | Georges Poujouly                      | französischer Schauspieler                                                                                      | 60    |       |
| 29. Oktober | Billy Boyo                            | jamaikanischer Sänger                                                                                           | 31    |       |
| 29. Oktober | Jacqueline Brumaire                   | französische Opernsängerin (Sopran)                                                                             | 78    |       |
| 29. Oktober | Elisabeth Epp                         | österreichische Schauspielerin                                                                                  | 90    |       |
| 29. Oktober | Alfred Gerhards                       | deutscher Fußballfunktionär                                                                                     |       |       |
| 29. Oktober | Rolf Hädrich                          | deutscher Regisseur                                                                                             | 69    |       |
| 29. Oktober | Joachim Heubach                       | deutscher evangelisch-lutherischer Theologe und Landesbischof                                                   | 74    |       |
| 29. Oktober | Accioly Neto                          | brasilianischer Sänger und Komponist                                                                            | 50    |       |
| 29. Oktober | Lieselotte Peter                      | deutsche Leichtathletin                                                                                         | 83    |       |
| 29. Oktober | Dennis Sandole                        | US-amerikanischer Musiker                                                                                       | 87    |       |
| 30. Oktober | Steve Allen                           | US-amerikanischer Komiker und Musiker                                                                           | 78    |       |
| 30. Oktober | Maurice Cullaz                        | französischer Jazzkritiker                                                                                      |       |       |
| 30. Oktober | Fernando Gutiérrez Barrios            | mexikanischer Politiker                                                                                         | 73    |       |
| 30. Oktober | Bernard Kruysen                       | niederländischer klassischer lyrischer Bariton                                                                  | 67    |       |
| 30. Oktober | Poul Åge Rasmussen                    | dänischer Fußballspieler                                                                                        | 74    |       |
| 30. Oktober | Louis Stuijt                          | niederländischer Politiker (KVP)                                                                                | 86    |       |
| 31. Oktober | Björn Alke                            | schwedischer Jazzmusiker und Komponist                                                                          | 62    |       |
| 31. Oktober | Thomas Gifford                        | US-amerikanischer Schriftsteller                                                                                | 63    |       |
| 31. Oktober | Josef Guttenbrunner                   | österreichischer Politiker (SPÖ), Landtagsabgeordneter, Mitglied des Bundesrates                                | 83    |       |
| 31. Oktober | Franz Hampl                           | österreichischer Althistoriker                                                                                  | 89    |       |
| 31. Oktober | Ring Lardner junior                   | US-amerikanischer Drehbuchautor                                                                                 | 85    |       |
| 31. Oktober | Walter Linsenmaier                    | Schweizer Kunstmaler und Entomologe                                                                             | 83    |       |
| 31. Oktober | Samuel Pierce                         | US-amerikanischer Politiker und Hochschullehrer                                                                 | 78    |       |
| 31. Oktober | Karol Rebro                           | slowakischer Rechtshistoriker und Rektor der Comenius-Universität Bratislava                                    | 88    |       |
| Oktober     | Alfred Paszkowiak                     | deutscher Fotograf und Bildjournalist                                                                           |       |       |

## November
| Tag          | Name                                       | Beruf, bekannt als                                                                                              | Alter | Beleg |
| ------------ | ------------------------------------------ | --- | ----- | ----- |
| 1. November  | George Armstrong                           | englischer Fußballspieler und Fußballtrainer                                                                    | 55    |       |
| 1. November  | Kjell Holler                               | norwegischer Ökonom und Politiker der Arbeiderpartiet                                                           | 75    |       |
| 1. November  | Platon Kornyljak                           | ukrainischer apostolischer Exarch für katholische Ukrainer des byzantinischen Ritus in Deutschland und Skand... | 80    |       |
| 1. November  | Stanley R. Larsen                          | US-amerikanischer Generalleutnant                                                                               | 84    |       |
| 1. November  | Steven Runciman                            | britischer Historiker                                                                                           | 97    |       |
| 1. November  | Umberto Tramma                             | italienischer Bischof                                                                                           | 68    |       |
| 1. November  | Florian Vischer                            | Schweizer Architekt                                                                                             |       |       |
| 1. November  | Gustaf Wingren                             | schwedischer lutherischer Theologe                                                                              | 89    |       |
| 2. November  | Fritz Astl                                 | österreichischer Politiker (ÖVP), Tiroler Landtagsabgeordneter und Landesrat                                    | 55    |       |
| 2. November  | Hans Erich Boenigk                         | deutscher Neuropädiater und Epileptologe                                                                        | 57    |       |
| 2. November  | Robert Cormier                             | US-amerikanischer Schriftsteller und Journalist                                                                 | 75    |       |
| 2. November  | Michael Herman                             | französischer Mathematiker                                                                                      | 57    |       |
| 2. November  | Karl-Heinz Knoedler                        | deutscher Maler und Bildhauer                                                                                   | 74    |       |
| 2. November  | Margaret Susan Ryder, Baroness Ryder       | britische Philanthropin                                                                                         |       |       |
| 2. November  | Robert Scherman                            | US-amerikanischer Songwriter und Musikproduzent                                                                 | 85    |       |
| 2. November  | Andreas Schlittmeier                       | deutscher Politiker (SPD), MdL                                                                                  | 80    |       |
| 3. November  | Charles W. Jewett                          | US-amerikanischer Politiker                                                                                     | 87    |       |
| 3. November  | Dietrich W. Prost                          | deutscher Organist, Orgelsachverständiger und Kantor                                                            | 72    |       |
| 4. November  | Vernel Fournier                            | US-amerikanischer Jazz-Schlagzeuger                                                                             | 72    |       |
| 4. November  | John Reynolds                              | US-amerikanischer Geophysiker                                                                                   | 77    |       |
| 4. November  | Ian Sneddon                                | schottischer Mathematiker und Physiker                                                                          | 80    |       |
| 5. November  | Etienne Aigner                             | ungarischer Modeschöpfer                                                                                        | 95    |       |
| 5. November  | Helmut Anemüller                           | deutscher Arzt, Ernährungswissenschaftler und Autor                                                             |       |       |
| 5. November  | Christian Bachschuster                     | deutscher Unternehmer                                                                                           | 92    |       |
| 5. November  | Friedrich Czerny                           | österreichischer Bauingenieur                                                                                   | 77    |       |
| 5. November  | Jimmie Davis                               | US-amerikanischer Country-Sänger, Songwriter und zweimaliger Gouverneur von Louisiana                           | 101   |       |
| 5. November  | Ahmet Nuri Eren                            | türkischer Journalist und Diplomat                                                                              | ≈82   |       |
| 5. November  | Victor Grinich                             | US-amerikanischer Elektrotechniker                                                                              | 75    |       |
| 5. November  | Hannah Lothrop                             | deutsche Psychologin, Begründerin der Stillgruppenbewegung in Deutschland                                       | 54    |       |
| 5. November  | Bibi Titi Mohammed                         | tansanische Bürgerrechtlerin und Politikerin                                                                    |       |       |
| 5. November  | Leni Neuenschwander                        | Schweizer Sopranistin und Hochschullehrerin                                                                     | 91    |       |
| 5. November  | Jack O’Brian                               | US-amerikanischer Journalist                                                                                    | 86    |       |
| 5. November  | Roger Peyrefitte                           | französischer Schriftsteller und Diplomat                                                                       | 93    |       |
| 5. November  | Ulrich Schulz-Buschhaus                    | deutscher Romanist                                                                                              | 59    |       |
| 5. November  | Helmut Seiffert                            | deutscher Philosoph und wissenschaftlicher Autor                                                                | 73    |       |
| 5. November  | Per-Owe Trollsås                           | schwedischer Leichtathlet                                                                                       | 67    |       |
| 6. November  | Enrico Andreoli                            | san-marinesischer Politiker                                                                                     | 79    |       |
| 6. November  | Herbert Brün                               | deutscher Musiktheoretiker und Komponist                                                                        | 82    |       |
| 6. November  | Lyon Sprague de Camp                       | US-amerikanischer Schriftsteller                                                                                | 92    |       |
| 6. November  | Fernand Jetté                              | kanadischer Geistlicher, Generaloberer der Oblaten der Makellosen Jungfrau Maria                                |       |       |
| 6. November  | John McPhail                               | schottischer Fußballspieler und Journalist                                                                      | 76    |       |
| 6. November  | Hilmar Pabel                               | deutscher Fotojournalist                                                                                        | 90    |       |
| 7. November  | Hal Fowler                                 | US-amerikanischer Pokerspieler                                                                                  | 73    |       |
| 7. November  | Julius Hatry                               | deutscher Luftfahrtpionier und Filmemacher                                                                      | 93    |       |
| 7. November  | Ingrid von Schweden                        | dänische Mitregentin schwedischer Herkunft                                                                      | 90    |       |
| 7. November  | Erich Jedelsky                             | österreichischer Modellflug-Pionier                                                                             |       |       |
| 7. November  | Herbert Jelitte                            | deutscher Slawist, Sprachwissenschaftler und Hochschullehrer                                                    | 67    |       |
| 7. November  | Klaus Koch                                 | deutscher Jazzmusiker, Kontrabassist                                                                            | 64    |       |
| 7. November  | Walter Kremser                             | deutscher Forstwissenschaftler                                                                                  | 91    |       |
| 7. November  | Boris Wladimirowitsch Sachoder             | russischer und sowjetischer Dichter, Übersetzer und Autor zahlreicher Kinderbücher                              | 82    |       |
| 7. November  | C. Subramaniam                             | indischer Politiker                                                                                             | 90    |       |
| 7. November  | Heinz Voß                                  | deutscher Schauspieler                                                                                          | 78    |       |
| 8. November  | Peter Clark                                | britischer Autorennfahrer                                                                                       | 85    |       |
| 8. November  | Elio Crovetto                              | italienischer Schauspieler                                                                                      | 73    |       |
| 8. November  | Herberts Dāboliņš                          | lettischer Skilangläufer                                                                                        | 92    |       |
| 8. November  | Dupa                                       | belgischer Comiczeichner                                                                                        | 55    |       |
| 8. November  | Reinhard Elze                              | deutscher Historiker                                                                                            | 78    |       |
| 8. November  | Karl Fellinger                             | österreichischer Internist                                                                                      | 96    |       |
| 8. November  | Denis Greenhill, Baron Greenhill of Harrow | britischer Diplomat                                                                                             | 87    |       |
| 8. November  | Helmut Janz                                | deutscher Leichtathlet und Olympiateilnehmer                                                                    | 66    |       |
| 8. November  | Marianne Mogler                            | deutsche Skatspielerin                                                                                          | 67    |       |
| 8. November  | Dick Morrissey                             | britischer Jazzmusiker                                                                                          | 60    |       |
| 8. November  | Józef Pińkowski                            | polnischer Politiker, Ministerpräsident von Polen (1980–1981)                                                   | 71    |       |
| 8. November  | Svetlana Kana Radević                      | Architektin in Montenegro                                                                                       | 62    |       |
| 9. November  | Henri Baillot                              | französischer Fußballspieler                                                                                    | 75    |       |
| 9. November  | Gernot Eder                                | österreichischer Physiker                                                                                       | 71    |       |
| 9. November  | Sherwood Johnston                          | US-amerikanischer Autorennfahrer                                                                                | 73    |       |
| 9. November  | Kurt Koch                                  | deutscher Fußballtrainer                                                                                        | 81    |       |
| 9. November  | Hermann Lindner                            | deutscher Maler und Grafiker                                                                                    | 66    |       |
| 10. November | Adamantios Androutsopoulos                 | griechischer Politiker                                                                                          |       |       |
| 10. November | Jacques Chaban-Delmas                      | französischer Politiker, Mitglied der Nationalversammlung                                                       | 85    |       |
| 10. November | Michael Göschelbauer                       | österreichischer Politiker (ÖVP), Mitglied des Bundesrates                                                      | 73    |       |
| 10. November | Alan Tyson                                 | englischer Musikwissenschaftler                                                                                 | 74    |       |
| 11. November | Rayford Barnes                             | US-amerikanischer Schauspieler                                                                                  | 80    |       |
| 11. November | Peter Cabus                                | belgischer Komponist                                                                                            | 77    |       |
| 11. November | Richard Faust                              | deutscher Zoologe, Zoodirektor und Naturschützer                                                                | 73    |       |
| 11. November | Gernot Kahl                                | deutscher Pianist und Kammermusiker                                                                             | 66    |       |
| 11. November | Gerald David Nash                          | US-amerikanischer Historiker                                                                                    | 72    |       |
| 11. November | Sandra Schmitt                             | deutsche Freestyle-Skisportlerin                                                                                | 19    |       |
| 11. November | Leopold Temmel                             | österreichischer evangelisch-lutherischer Theologe                                                              | 86    |       |
| 12. November | Christo Coetzee                            | südafrikanischer Künstler                                                                                       | 71    |       |
| 12. November | Jacob Willem Cohen                         | niederländischer Mathematiker und Ingenieur                                                                     | 77    |       |
| 12. November | Werner Koenig                              | deutscher Filmproduzent und Vorstandsvorsitzender der Helkon Media AG                                           | 37    |       |
| 12. November | Henry Mălineanu                            | rumänischer Komponist, Dirigent und Songwriter                                                                  | 80    |       |
| 12. November | Eugene Antonio Marino                      | US-amerikanischer Ordensgeistlicher, Erzbischof von Atlanta                                                     | 66    |       |
| 12. November | Hans Meier                                 | deutscher Kommunist und Schriftsteller                                                                          | 86    |       |
| 12. November | Franck Pourcel                             | französischer Bandleader, Komponist und Violinist                                                               | 87    |       |
| 12. November | Leah Rabin                                 | israelische Politikerin und Ehefrau von Jitzchak Rabin                                                          | 72    |       |
| 13. November | Arnold Bernsmeier                          | deutscher Internist und Hochschullehrer                                                                         | 83    |       |
| 13. November | Alexandra Alexandrowna Makunina            | sowjetische bzw. russische Geographin und Hochschullehrerin                                                     | 83    |       |
| 13. November | Thomas Stevens Stevens                     | schottischer Chemiker und Hochschullehrer                                                                       | 100   |       |
| 14. November | Johannes Eidlitz                           | österreichischer Widerstandskämpfer und Journalist                                                              | 80    |       |
| 14. November | Walter Knape                               | deutscher Dirigent, Komponist und Musikwissenschaftler                                                          | 94    |       |
| 14. November | Hans-Joachim Kraus                         | deutscher reformierter Theologe                                                                                 | 81    |       |
| 14. November | Pietro Rimoldi                             | italienischer Radrennfahrer                                                                                     | 89    |       |
| 15. November | Max Archimowitz                            | deutscher Politiker (SPD), MdL                                                                                  | 80    |       |
| 15. November | Barry Francis Collins                      | australischer Ordensgeistlicher und römisch-katholischer Bischof von Wilcannia-Forbes                           | 62    |       |
| 15. November | Willie Cunningham                          | schottischer Fußballspieler und -trainer                                                                        | 75    |       |
| 15. November | Heinz Geggel                               | deutscher Journalist und Parteifunktionär (SED)                                                                 | 79    |       |
| 15. November | Václav Horák                               | tschechoslowakischer Fußballspieler                                                                             | 88    |       |
| 15. November | Rinaldo Martino                            | argentinischer Fußballspieler                                                                                   | 79    |       |
| 15. November | Karl Markus Michel                         | deutscher Schriftsteller                                                                                        | 71    |       |
| 15. November | Piero Pasinati                             | italienischer Fußballspieler und -trainer                                                                       | 90    |       |
| 15. November | Klaus-Peter Schulz                         | deutscher Politiker (SPD, CDU), MdL, MdA, MdB, MdEP                                                             | 85    |       |
| 15. November | Joseph R. Shoenfield                       | US-amerikanischer Logiker                                                                                       |       |       |
| 15. November | Jens Jørgen Thorsen                        | dänischer Künstler, Regisseur und Drehbuchautor                                                                 | 68    |       |
| 15. November | Simon Wigg                                 | britischer Bahnsportler, fünfmaliger Langbahnweltmeister                                                        | 40    |       |
| 16. November | Edgar Cairo                                | surinamisch-niederländischer Autor                                                                              | 52    |       |
| 16. November | Russ Conway                                | englischer Pianist                                                                                              | 75    |       |
| 16. November | DJ Screw                                   | US-amerikanischer DJ, Entwickler des screwing, einer Sampletechnik                                              | 29    |       |
| 16. November | Josef Ertl                                 | deutscher Politiker (FDP), MdB                                                                                  | 75    |       |
| 16. November | Kåre Fuglesang                             | norwegischer Geiger und Musikpädagoge                                                                           | 79    |       |
| 16. November | Ahmet Kaya                                 | kurdischer Protestmusiker                                                                                       | 43    |       |
| 16. November | Franz Kroller                              | österreichischer Direktor der Universitätsbibliothek Graz                                                       | 77    |       |
| 16. November | Eduard Micus                               | deutscher Maler                                                                                                 | 75    |       |
| 16. November | Michel Simonin                             | französischer Romanist und Literaturwissenschaftler                                                             | 52    |       |
| 17. November | Paul W. Brown                              | US-amerikanischer Jurist, Offizier und Politiker                                                                | 85    |       |
| 17. November | Francis Jennings                           | US-amerikanischer Historiker                                                                                    | 82    |       |
| 17. November | Peter Jensen                               | deutscher Holzbildhauer und Restaurator                                                                         | 69    |       |
| 17. November | Louis Néel                                 | französischer Physiker                                                                                          | 95    |       |
| 17. November | Hans Scherenberg                           | deutscher Automobilkonstrukteur                                                                                 | 90    |       |
| 17. November | Wolfgang H. Schrader                       | deutscher Philosoph                                                                                             | 58    |       |
| 17. November | Aleksandar Zorić                           | jugoslawischer Radrennfahrer                                                                                    | 75    |       |
| 18. November | Josef Eksl                                 | österreichischer Gewerkschafter und Politaktivist (SPÖ)                                                         | 91    |       |
| 18. November | Ibo                                        | deutscher Schlagersänger                                                                                        | 39    |       |
| 18. November | Lochlainn O’Raifeartaigh                   | irischer Physiker                                                                                               | 67    |       |
| 18. November | Ludwig Peyerl                              | deutscher Kaufmann und Senator (Bayern)                                                                         | 67    |       |
| 18. November | Gerhard Steffen                            | österreichischer Kabarettist und Schauspieler                                                                   | 66    |       |
| 18. November | Peter Wyss                                 | Schweizer Radiojournalist                                                                                       |       |       |
| 19. November | George Cosmas Adyebo                       | ugandischer Politiker                                                                                           | 53    |       |
| 19. November | Ruth Mönch                                 | deutsche Schauspielerin, Sängerin und Moderatorin                                                               | 74    |       |
| 19. November | Charles Ruff                               | US-amerikanischer Jurist, Sonderermittler bei der Watergate-Affäre                                              | 61    |       |
| 19. November | Günter Stein                               | deutscher Kunsthistoriker                                                                                       | 76    |       |
| 19. November | Heinrich Studentkowski                     | deutscher Politiker (SPD), MdL                                                                                  | 61    |       |
| 19. November | James Russell Wiggins                      | US-amerikanischer Herausgeber und Diplomat                                                                      | 96    |       |
| 20. November | Nikolai Antonowitsch Dolleschal            | sowjetischer Energietechniker, und Kernreaktorentwickler                                                        | 101   |       |
| 20. November | Roger Dufraisse                            | französischer Historiker                                                                                        | 78    |       |
| 20. November | Waldemar Fegelein                          | deutscher Soldat, Mitglied der Reiter-SS und Offizier der Waffen-SS                                             | 88    |       |
| 20. November | Karl Fritzsche                             | deutscher Veterinärmediziner                                                                                    | 93    |       |
| 20. November | Ludwig Geißel                              | deutscher Vizepräsident des Diakonischen Werkes der EKD                                                         | 84    |       |
| 20. November | Mike Muuss                                 | US-amerikanischer Softwareautor                                                                                 | 42    |       |
| 20. November | Regina Podstanická                         | slowakische Astronomin                                                                                          | 72    |       |
| 20. November | Engelbert Schaufler                        | österreichischer Politiker (ÖVP), Mitglied des Bundesrates                                                      | 59    |       |
| 20. November | Eduard Schick                              | deutscher Geistlicher und römisch-katholischer Theologe, Bischof von Fulda                                      | 94    |       |
| 20. November | Barbara Sobotta                            | polnische Leichtathletin                                                                                        | 63    |       |
| 21. November | Cyril Clarke                               | britischer Arzt, Genetiker und Lepidopterologe                                                                  | 93    |       |
| 21. November | Hans-Wilhelm Koepcke                       | deutscher Ornithologe und Herpetologe                                                                           | 86    |       |
| 21. November | Harald Leipnitz                            | deutscher Schauspieler                                                                                          | 74    |       |
| 21. November | Annelise Reichmann                         | deutsche Malerin und Grafikerin                                                                                 | 98    |       |
| 21. November | Emil Zátopek                               | tschechischer Langstreckenläufer                                                                                | 78    |       |
| 22. November | Franz Bolck                                | deutscher Pathologe                                                                                             | 82    |       |
| 22. November | Hans Breider                               | deutscher Önologe                                                                                               | 92    |       |
| 22. November | Carlos Cardoso                             | mosambikanischer Journalist                                                                                     |       |       |
| 22. November | Wilhelm Elbers                             | deutscher Politiker                                                                                             | 87    |       |
| 22. November | Fritz Fend                                 | deutscher Automobilkonstrukteur                                                                                 | 80    |       |
| 22. November | Doug Hepburn                               | kanadischer Gewichtheber                                                                                        | 74    |       |
| 22. November | Placido Herrera                            | mexikanischer Radrennfahrer                                                                                     | 70    |       |
| 22. November | Peter Thomas Heydrich                      | deutscher politischer Kabarettist, Chansonnier und Schauspieler                                                 | 69    |       |
| 22. November | Fernand Hoffmann                           | luxemburgischer Pädagoge, Schriftsteller und Sprachwissenschaftler                                              | 71    |       |
| 22. November | Christian Marquand                         | französischer Schauspieler                                                                                      | 73    |       |
| 22. November | Théodore Monod                             | französischer Afrikaforscher                                                                                    | 98    |       |
| 22. November | Gisela Müller-Wolff                        | deutsche Volkswirtin und Politikerin (SPD), MdBB                                                                | 78    |       |
| 22. November | Heinrich Pachowiak                         | deutscher Geistlicher, Weihbischof des Bistums Hildesheim; Bischofsvikar für Hannover                           | 84    |       |
| 22. November | Kenneth Peacock                            | kanadischer Musikwissenschaftler, Komponist und Pianist                                                         | 78    |       |
| 22. November | Hans Schaefer                              | deutscher Mediziner und Mitbegründer der Max-Planck-Gesellschaft                                                | 94    |       |
| 22. November | Kamtorn Snidvongs                          | thailändischer Leichtathlet und Musikpädagoge                                                                   | 75    |       |
| 23. November | Conrad Voss Bark                           | englischer Journalist und Schriftsteller                                                                        | 87    |       |
| 23. November | Bienvenido Fabián                          | dominikanischer Komponist, Pianist und Sänger                                                                   | 80    |       |
| 23. November | Manfred Pollmer                            | sächsischer Mundartdichter und Heimatforscher                                                                   | 78    |       |
| 23. November | Brian Rawlinson                            | britischer Schauspieler                                                                                         | 69    |       |
| 23. November | Aljoscha Rompe                             | deutscher Sänger und Autor                                                                                      | 53    |       |
| 23. November | Rayner Unwin                               | englischer Verleger                                                                                             | 74    |       |
| 23. November | Bernard Vorhaus                            | US-amerikanisch-britischer Filmregisseur, Filmproduzent und Drehbuchautor                                       | 95    |       |
| 24. November | Slavko Barbarić                            | kroatischer Schriftsteller                                                                                      | 54    |       |
| 24. November | Félix Erviti Barcelona                     | spanischer Ordensgeistlicher und römisch-katholischer Apostolischer Präfekt von Westsahara                      | 90    |       |
| 24. November | Carla Capponi                              | italienische Partisanin und Politikerin                                                                         | 81    |       |
| 24. November | Otto Przywara-Kutz                         | deutscher Schwimmer                                                                                             | 86    |       |
| 24. November | Mohammad Aslam Watanjar                    | afghanischer Politiker und General                                                                              |       |       |
| 25. November | Marcus Bierich                             | deutscher Manager                                                                                               | 74    |       |
| 25. November | James Deetz                                | US-amerikanischer Anthropologe                                                                                  | 70    |       |
| 25. November | Erich Ebert                                | deutscher Schauspieler, Synchronsprecher und Synchronautor/-regisseur                                           | 78    |       |
| 25. November | Mario Giacomelli                           | italienischer Fotograf                                                                                          | 75    |       |
| 25. November | Florizel Glasspole                         | jamaikanischer Generalgouverneur                                                                                | 91    |       |
| 25. November | Erich Heintel                              | österreichischer Philosoph                                                                                      | 88    |       |
| 25. November | Werner Koch                                | deutscher Herbologe an der Universität Hohenheim                                                                | 67    |       |
| 25. November | Sarija Mirschanowa                         | sowjetische bzw. russische Linguistin und Turkologin                                                            | 75    |       |
| 25. November | Gerd Vespermann                            | deutscher Schauspieler und Synchronsprecher                                                                     | 74    |       |
| 26. November | Otto Bittelmann                            | deutscher Landwirt und Politiker (CDU), MdB                                                                     | 89    |       |
| 26. November | Paddy Donegan                              | irischer Politiker                                                                                              | 77    |       |
| 26. November | Carlo Simi                                 | italienischer Architekt, Produktionsdesigner und Kostümbildner                                                  | 76    |       |
| 26. November | Sebastiano Timpanaro                       | italienischer Klassischer Philologe, Essayist, Literaturkritiker und engagierter Marxist                        | 77    |       |
| 26. November | Pierre-Olivier Walzer                      | Schweizer Romanist und Literaturwissenschaftler                                                                 | 85    |       |
| 27. November | Pierre Boucher                             | französischer Fotograf                                                                                          | 92    |       |
| 27. November | Malcolm Bradbury                           | britischer Romancier und Literaturwissenschaftler                                                               | 68    |       |
| 27. November | André Gautier                              | Schweizer Politiker (LPS)                                                                                       | 76    |       |
| 27. November | Eugen Helmlé                               | deutscher Schriftsteller und literarischer Übersetzer                                                           | 73    |       |
| 27. November | Joachim Möller-Döling                      | deutscher Offizier, zuletzt Brigadegeneral der Bundeswehr                                                       |       |       |
| 27. November | Robert Menzel                              | deutscher Politiker (KPD, SED), MdV                                                                             | 89    |       |
| 27. November | Rolf Weihs                                 | deutscher Politiker (SED), Erster Sekretär der SED-Bezirksleitung Karl-Marx-Stadt                               | 80    |       |
| 27. November | George Wells                               | US-amerikanischer Drehbuchautor                                                                                 | 91    |       |
| 28. November | Carol Bolt                                 | kanadische Dramatikerin und Drehbuchautorin                                                                     | 59    |       |
| 28. November | Michael Cramer                             | deutscher Schauspieler                                                                                          | 70    |       |
| 28. November | Henry B. Gonzalez                          | US-amerikanischer Politiker                                                                                     | 84    |       |
| 28. November | Fabius von Gugel                           | deutscher Zeichner, Graphiker, Maler, Bühnenbildner, Porzellangestalter und Dichter                             | 90    |       |
| 28. November | Liane Haid                                 | österreichische Schauspielerin und Sängerin                                                                     | 105   |       |
| 28. November | Ernst Hermanns                             | deutscher Bildhauer                                                                                             | 85    |       |
| 28. November | Alfred Rohmeis                             | deutscher Politiker (SPD), MdL                                                                                  | 68    |       |
| 28. November | Heinrich Schmidt                           | deutscher Lagerarzt in Konzentrationslagern                                                                     | 88    |       |
| 29. November | Lou Groza                                  | US-amerikanischer Footballspieler                                                                               | 76    |       |
| 29. November | Liam Hamilton                              | irischer Chief Justice                                                                                          |       |       |
| 29. November | Ilmar Laaban                               | estnischer Lyriker und Literaturübersetzer                                                                      | 78    |       |
| 29. November | Günter Schneider                           | deutscher Fußballspieler und -funktionär                                                                        | 76    |       |
| 30. November | Poul Bjørndahl Astrup                      | dänischer Physiologe und Laborchemiker                                                                          | 85    |       |
| 30. November | Ruth Kaiser                                | deutsche Fotografin                                                                                             | 79    |       |
| 30. November | Jānis Kalniņš                              | kanadischer Komponist                                                                                           | 96    |       |
| 30. November | Ansumané Mané                              | guinea-bissauischer Politiker, Staatschef von Guinea-Bissau                                                     |       |       |
| 30. November | Eloise Jarvis McGraw                       | US-amerikanische Kinderbuchautorin                                                                              | 84    |       |
| 30. November | Erika Richter                              | deutsche Tischtennisspielerin                                                                                   | 87    |       |
| 30. November | Max Rieder                                 | österreichischer Bildhauer, Plastiker und Grafiker                                                              | 91    |       |
| 30. November | Gerhard Schedl                             | österreichischer Komponist                                                                                      | 43    |       |
| 30. November | Skeets Tolbert                             | US-amerikanischer Jazz-Klarinettist und Saxophonist                                                             | 91    |       |
| 30. November | Arthur Troop                               | britischer Polizeibeamter und Gründer der International Police Association                                      | 85    |       |
| 30. November | Joachim Wolff                              | deutscher Schauspieler und Sprecher                                                                             | 80    |       |
| November     | Kurt A. Mautz                              | deutscher Literaturwissenschaftler und Schriftsteller                                                           | 89    |       |
| November     | Heinz Wachtendorf                          | deutscher Verwaltungsjurist                                                                                     | 92    |       |

## Dezember
| Tag          | Name                                        | Beruf, bekannt als                                                                             | Alter | Beleg |
| ------------ | ------------------------------------------- | ---------------------------------------------------------------------------------------------- | ----- | ----- |
| 1. Dezember  | Ernst-August Behrens                        | deutscher Mathematiker und Hochschullehrer                                                     | 85    |       |
| 1. Dezember  | Horst Bickel                                | deutscher Kinderarzt                                                                           | 82    |       |
| 1. Dezember  | Ulrich Brinkmann                            | deutscher Politiker (SPD), MdL                                                                 | 58    |       |
| 1. Dezember  | Neal Creque                                 | US-amerikanischer Jazzpianist und Komponist                                                    | 60    |       |
| 1. Dezember  | Ernst Fehrer                                | österreichischer Erfinder und Industrieller                                                    | 81    |       |
| 1. Dezember  | N. Richard Nash                             | US-amerikanischer Schriftsteller                                                               | 84    |       |
| 2. Dezember  | Karl Bocek                                  | österreichischer Politiker (ÖVP), Mitglied des Bundesrates                                     | 89    |       |
| 2. Dezember  | Gail Fisher                                 | US-amerikanische Schauspielerin                                                                | 65    |       |
| 2. Dezember  | Doug Peace                                  | kanadischer Radrennfahrer                                                                      | 81    |       |
| 2. Dezember  | Pete Rodríguez                              | puerto-ricanischer Musiker                                                                     | 68    |       |
| 2. Dezember  | Theodore Ropp                               | US-amerikanischer Militärhistoriker                                                            | 89    |       |
| 2. Dezember  | Kurt Schmid                                 | Schweizer Ruderer                                                                              | 68    |       |
| 2. Dezember  | Michael Schumann                            | deutscher Philosoph und Politiker (SED, PDS), MdV, MdL, MdB                                    | 53    |       |
| 2. Dezember  | Napoleon Seyfarth                           | deutscher Schriftsteller und Autor                                                             | 47    |       |
| 3. Dezember  | Gwendolyn Brooks                            | US-amerikanische Schriftstellerin                                                              | 83    |       |
| 3. Dezember  | Paul Deitenbeck                             | deutscher Pfarrer und Schriftsteller                                                           | 88    |       |
| 3. Dezember  | Peter Denton                                | australischer Stabhochspringer                                                                 | 74    |       |
| 3. Dezember  | Günther Drosdowski                          | deutscher Germanist                                                                            | 74    |       |
| 3. Dezember  | Jun Fukuda                                  | japanischer Regisseur                                                                          | 77    |       |
| 3. Dezember  | Karl Maier                                  | deutscher Jurist                                                                               | 89    |       |
| 3. Dezember  | Hugh Edward Richardson                      | britischer Diplomat und Tibetologe                                                             | 94    |       |
| 3. Dezember  | Ludger Sunder-Plassmann                     | deutscher Architekt                                                                            | 85    |       |
| 3. Dezember  | Miklós Szabó                                | ungarischer Mittelstreckenläufer                                                               | 91    |       |
| 4. Dezember  | Henck A. E. Arron                           | surinamischer Politiker, Premierminister von Suriname                                          | 64    |       |
| 4. Dezember  | H. C. Artmann                               | österreichischer Dichter                                                                       | 79    |       |
| 4. Dezember  | Gisela Gresser                              | US-amerikanische Schachspielerin                                                               | 94    |       |
| 4. Dezember  | Walter Krause                               | deutscher Politiker (SPD), MdL                                                                 | 87    |       |
| 4. Dezember  | Karl Schübel                                | deutscher Politiker (NSDAP, parteilos)                                                         | 96    |       |
| 4. Dezember  | Hans Weber                                  | deutscher Ingenieur und Unternehmer                                                            | 88    |       |
| 5. Dezember  | Rupert Charles Barneby                      | US-amerikanischer Botaniker und Autor                                                          | 89    |       |
| 5. Dezember  | Dieter Bogatzki                             | deutscher Leichtathlet                                                                         | 58    |       |
| 5. Dezember  | Remi Van Vreckom                            | belgischer Radrennfahrer                                                                       | 57    |       |
| 6. Dezember  | Wilhelm Karl Kurt Albers                    | deutscher Wirtschaftswissenschaftler und Hochschullehrer                                       | 82    |       |
| 6. Dezember  | Herbert Fiering                             | deutscher Politiker (LDP), MdV                                                                 | 88    |       |
| 6. Dezember  | Enrique Anderson Imbert                     | argentinischer Literaturkritiker und Schriftsteller                                            | 90    |       |
| 6. Dezember  | Johannes Gerloff                            | deutscher Botaniker                                                                            | 85    |       |
| 6. Dezember  | Werner Klemperer                            | deutsch-US-amerikanischer Schauspieler und Musiker                                             | 80    |       |
| 6. Dezember  | Chrystabel Leighton-Porter                  | englisches Modell                                                                              | 87    |       |
| 6. Dezember  | Aziz Mian                                   | pakistanischer Qawwali-Sänger                                                                  | 58    |       |
| 6. Dezember  | Jürgen Sonnenschein                         | deutscher Rechtswissenschaftler                                                                | ~62   |       |
| 6. Dezember  | Elisabeth Ströker                           | deutsche Philosophin                                                                           | 72    |       |
| 6. Dezember  | William Thon                                | amerikanischer Maler und Kunstpädagoge                                                         | 94    |       |
| 6. Dezember  | Werner Vick                                 | deutscher Handballspieler und Handballtrainer                                                  | 80    |       |
| 6. Dezember  | Svetozar Vukmanović-Tempo                   | jugoslawischer Politiker                                                                       | 88    |       |
| 6. Dezember  | Robert C. Walton                            | US-amerikanischer evangelischer Theologe und Kirchenhistoriker                                 | 67    |       |
| 7. Dezember  | Willibrord-Christian van Dijk               | französischer Kapuziner und Kirchenhistoriker                                                  | 85    |       |
| 7. Dezember  | Vlado Gotovac                               | kroatischer Dichter und liberaler Politiker                                                    | 70    |       |
| 7. Dezember  | Paul Haletzki                               | deutscher Kapellmeister und Komponist                                                          | 89    |       |
| 7. Dezember  | Toby Low, 1. Baron Aldington                | britischer Politiker, Mitglied des House of Commons, Soldat und Geschäftsmann                  | 86    |       |
| 7. Dezember  | Stanley Osborne                             | kanadischer Geistlicher, Musikpädagoge, Autor, Hymnologe und Komponist                         | 93    |       |
| 7. Dezember  | Robert Seiler                               | deutscher Dirigent, Musikwissenschaftler und Musikpädagoge                                     | 92    |       |
| 7. Dezember  | Tony Tuominen                               | finnischer Badmintonspieler                                                                    | 36    |       |
| 7. Dezember  | Benno Ulm                                   | österreichischer Historiker                                                                    | 79    |       |
| 7. Dezember  | Dominique Vautherin                         | französischer Physiker                                                                         | 59    |       |
| 7. Dezember  | Séverin Vergili                             | italienisch-französischer Radrennfahrer                                                        | 88    |       |
| 7. Dezember  | Billy White                                 | englischer Fußballspieler                                                                      | 64    |       |
| 8. Dezember  | Gary Bergman                                | kanadischer Eishockeyspieler                                                                   | 62    |       |
| 8. Dezember  | Julian C. Dixon                             | US-amerikanischer Politiker                                                                    | 66    |       |
| 8. Dezember  | Rolf Heyne                                  | deutscher Verleger                                                                             | 72    |       |
| 8. Dezember  | Ionatana Ionatana                           | tuvaluischer Politiker                                                                         | 62    |       |
| 8. Dezember  | Charles Issawi                              | ägyptischer Wirtschaftshistoriker                                                              |       |       |
| 8. Dezember  | Henri Kréa                                  | algerisch-französischer Schriftsteller und Journalist                                          | 67    |       |
| 8. Dezember  | Sigurd Lange                                | deutscher Maler und Grafiker                                                                   | 96    |       |
| 8. Dezember  | Marvin Leath                                | US-amerikanischer Politiker                                                                    | 69    |       |
| 8. Dezember  | Lionel Rogosin                              | US-amerikanischer Regisseur, Drehbuchautor und Filmproduzent                                   | 76    |       |
| 8. Dezember  | Otto Schäfer                                | deutscher Physiker, Regelungstechniker und Hochschullehrer                                     | 91    |       |
| 8. Dezember  | Neil Staebler                               | US-amerikanischer Politiker                                                                    | 95    |       |
| 8. Dezember  | Hans Wolker                                 | österreichischer Journalist und aktiver Kommunist                                              | 86    |       |
| 8. Dezember  | Paul Martin Zonn                            | US-amerikanischer Klarinettist, Komponist und Dirigent                                         | 62    |       |
| 9. Dezember  | Horst Brunner                               | deutscher Geologe                                                                              | 58    |       |
| 9. Dezember  | Ralf Caspary                                | deutscher Badmintonspieler                                                                     | 63    |       |
| 9. Dezember  | Walter Felscher                             | deutscher Mathematiker                                                                         | 69    |       |
| 9. Dezember  | Eugenio Galvalisi                           | uruguayischer Fußballspieler                                                                   | 85    |       |
| 9. Dezember  | Werner Hüffmeier                            | deutscher Politiker (SPD), MdL                                                                 | 88    |       |
| 9. Dezember  | Roland Pleterski                            | österreichischer Fotograf                                                                      | 80    |       |
| 9. Dezember  | Billie Yorke                                | britische Tennisspielerin                                                                      | 89    |       |
| 10. Dezember | José Águas                                  | portugiesischer Fußballspieler                                                                 | 70    |       |
| 10. Dezember | Jack Cowan                                  | kanadischer Fußballspieler                                                                     | 73    |       |
| 10. Dezember | Mortimer M. Elkind                          | US-amerikanischer Physiker und Strahlenbiologe                                                 | 78    |       |
| 10. Dezember | Irma Thälmann                               | deutsche SED-Funktionärin und Tochter von Ernst Thälmann                                       | 81    |       |
| 10. Dezember | Thomas K. Turnage                           | US-amerikanischer Generalmajor und Regierungsbeamter                                           | 77    |       |
| 11. Dezember | Otto Bretscher                              | Schweizer Politiker (BGB/SVP)                                                                  | 89    |       |
| 11. Dezember | Hans Hartmann                               | deutscher Keltologe                                                                            | 91    |       |
| 11. Dezember | Shaista Suhrawardy Ikramullah               | pakistanische Politikerin                                                                      | 85    |       |
| 11. Dezember | David Lewis                                 | US-amerikanischer Schauspieler                                                                 | 84    |       |
| 11. Dezember | Werner Manneberg                            | deutscher Politiker (SED), Vorsitzender des RdB Cottbus                                        | 77    |       |
| 11. Dezember | Irene Stahl                                 | deutsche Bibliothekarin und Handschriftenbearbeiterin                                          | 48    |       |
| 11. Dezember | James Helme Sutcliffe                       | US-amerikanischer Komponist und Musikkritiker                                                  | 71    |       |
| 11. Dezember | Johannes Virolainen                         | finnischer Politiker, Mitglied des Reichstags und Ministerpräsident                            | 86    |       |
| 11. Dezember | René Wheeler                                | französischer Schriftsteller, Drehbuch- und Dialogautor und Regisseur                          | 88    |       |
| 12. Dezember | William J. Evans                            | US-amerikanischer Offizier, General der US Air Force                                           | 76    |       |
| 12. Dezember | Götz Friedrich                              | deutscher Regisseur und Theaterleiter                                                          | 70    |       |
| 12. Dezember | Alastair Graham                             | britischer Zoologe                                                                             | 94    |       |
| 12. Dezember | Eamonn L. Kennedy                           | irischer Diplomat                                                                              | 78    |       |
| 12. Dezember | Rosa King                                   | US-amerikanische Funk- und R&B-Musikerin (Tenorsaxophon, Gesang, Komposition)                  | 61    |       |
| 12. Dezember | Libertad Lamarque                           | argentinische Schauspielerin und Sängerin                                                      | 92    |       |
| 12. Dezember | Jan Młodożeniec                             | polnischer Maler                                                                               | 71    |       |
| 12. Dezember | George Montgomery                           | US-amerikanischer Schauspieler                                                                 | 84    |       |
| 12. Dezember | Gerhard Neumann                             | deutscher Klassischer Archäologe                                                               | 69    |       |
| 12. Dezember | Ndabaningi Sithole                          | simbabwischer methodistischer Pastor und Exponent des „Freiheitskampfes“ der Bantu in Simbabwe | 80    |       |
| 12. Dezember | Alfred Stoecklin                            | Schweizer Pädagoge und Historiker                                                              | 95    |       |
| 12. Dezember | Karlheinz Ritter von Traitteur              | deutscher Kommunalpolitiker (CSU)                                                              | 75    |       |
| 12. Dezember | Marius Zwiller                              | französisch-US-amerikanischer Schwimmer und Wasserballspieler                                  | 95    |       |
| 13. Dezember | Gerhard Beier                               | deutscher Historiker, Schriftsteller und Gewerkschafter                                        | 63    |       |
| 13. Dezember | Chen Zhen                                   | chinesisch-französischer Bildhauer, Installationskünstler und Hochschullehrer                  | 45    |       |
| 13. Dezember | Pierre Demargne                             | französischer Klassischer Archäologe                                                           | 97    |       |
| 13. Dezember | Erhard Krack                                | Minister für bezirksgeleitete und Lebensmittelindustrie, MdV                                   | 69    |       |
| 13. Dezember | Christa-Maria Ohles                         | deutsche Organistin und Schriftstellerin                                                       | 71    |       |
| 13. Dezember | William Lumpkins                            | US-amerikanischer Künstler und Architekt                                                       | 91    |       |
| 13. Dezember | Ottomar Pech                                | deutscher Offizier, zuletzt Generalleutnant                                                    | 86    |       |
| 13. Dezember | Siegfried Rockendorf                        | deutscher Koch                                                                                 | 50    |       |
| 14. Dezember | Herbert J. Cummings                         | US-amerikanischer Wirtschaftswissenschaftler                                                   | 85    |       |
| 14. Dezember | Allan Howe                                  | US-amerikanischer Politiker                                                                    | 73    |       |
| 14. Dezember | Myroslaw Ljubatschiwskyj                    | ukrainischer Kardinal, Erzbischof von Philadelphia und Lemberg                                 | 86    |       |
| 14. Dezember | Eladio Peguero                              | puerto-ricanischer Sänger                                                                      | 80    |       |
| 15. Dezember | George Alcock                               | britischer Astronom                                                                            | 88    |       |
| 15. Dezember | Jozef Boons                                 | belgischer Radrennfahrer                                                                       | 57    |       |
| 15. Dezember | Chiang Peng-chien                           | taiwanischer Politiker                                                                         | 60    |       |
| 15. Dezember | Inigo Gallo                                 | Schweizer Volksschauspieler, Kabarettist und Regisseur                                         | 68    |       |
| 15. Dezember | Jacques Goddet                              | französischer Sport-Journalist                                                                 | 95    |       |
| 15. Dezember | Robert Hans Goetz                           | deutscher Mediziner, Physiologe und Chirurg                                                    | 90    |       |
| 15. Dezember | Friedrich Hartmann                          | deutscher Maler                                                                                | 88    |       |
| 15. Dezember | Helen Kotas Hirsch                          | US-amerikanische Hornistin                                                                     |       |       |
| 15. Dezember | Willy Suhrbier                              | deutscher Badmintonspieler                                                                     | 79    |       |
| 16. Dezember | Blue Demon                                  | mexikanischer Luchador, Wrestler und Schauspieler                                              | 78    |       |
| 16. Dezember | Adolf Böhm                                  | deutscher Wasserwirtschaftingenieur und Politiker, MdL                                         | 63    |       |
| 16. Dezember | William H. Hill                             | US-amerikanischer Komponist, Dirigent und Musikpädagoge                                        | 69    |       |
| 16. Dezember | Heinz Kempa                                 | deutscher Sportfunktionär                                                                      | 67    |       |
| 16. Dezember | Heinz Maier-Leibnitz                        | deutscher Physiker, Präsident der Deutschen Forschungsgemeinschaft                             | 89    |       |
| 16. Dezember | Alain-Philippe Malagnac d’Argens de Villele | französischer Filmschauspieler und Kunstsammler                                                | 49    |       |
| 16. Dezember | Victor Owusu                                | ghanaischer Politiker und Jurist                                                               |       |       |
| 16. Dezember | Chuck Pratt                                 | US-amerikanischer Big-Wall-Kletterer                                                           | 61    |       |
| 16. Dezember | Joseph Prinz                                | deutscher Archivar                                                                             | 94    |       |
| 16. Dezember | Theo Saevecke                               | deutscher SS-Hauptsturmführer und Kriegsverbrecher                                             | 89    |       |
| 16. Dezember | Adam Werka                                  | polnischer Marinemaler und Illustrator                                                         | 83    |       |
| 17. Dezember | Peter Barrett                               | US-amerikanischer Segler, Professor für Wirtschaftsrecht                                       | 65    |       |
| 17. Dezember | Heinrich Bednar                             | österreichischer Tischtennisspieler                                                            | 78    |       |
| 17. Dezember | Gérard Blain                                | französischer Schauspieler, Filmregisseur und Drehbuchautor                                    | 70    |       |
| 17. Dezember | Lothar Bossle                               | deutscher Soziologe und Hochschullehrer                                                        | 71    |       |
| 17. Dezember | Sofie Engelke                               | deutsche Schauspielerin                                                                        | 73    |       |
| 17. Dezember | Walter Felicetti-Liebenfels                 | österreichischer Kunsthistoriker                                                               | 101   |       |
| 17. Dezember | Walter Grab                                 | israelischer Historiker                                                                        | 81    |       |
| 17. Dezember | Max Himmelheber                             | deutscher Erfinder und Unternehmer                                                             | 96    |       |
| 17. Dezember | Joan Maxwell                                | kanadische Sängerin (Mezzosopran) und Musikpädagogin                                           | 70    |       |
| 17. Dezember | Harold Rhodes                               | US-amerikanischer Erfinder des Elektronischen Pianos                                           | 89    |       |
| 17. Dezember | Erich Schmid                                | Schweizer Dirigent und Komponist                                                               | 93    |       |
| 17. Dezember | Helmut Stingl                               | deutscher Architekt und Stadtplaner                                                            | 72    |       |
| 18. Dezember | Stan Fox                                    | US-amerikanischer Rennfahrer                                                                   | 48    |       |
| 18. Dezember | Kirsty MacColl                              | britische Sängerin und Songwriterin                                                            | 41    |       |
| 18. Dezember | Frumentius Renner                           | römisch-katholischer Priester und Autor                                                        | 92    |       |
| 18. Dezember | Frieder Sauer                               | deutscher Biochemiker, Biologe und Naturfotograf                                               |       |       |
| 19. Dezember | Mahmut Baksi                                | kurdisch-schwedischer Journalist und Schriftsteller                                            |       |       |
| 19. Dezember | Carlos Cano                                 | spanischer Sänger, Komponist und Texter                                                        | 54    |       |
| 19. Dezember | Rosalie Fänger                              | Mitglied des ernannten Landtages von Nordrhein-Westfalen                                       | 100   |       |
| 19. Dezember | Milton Hinton                               | US-amerikanischer Jazz-Musiker                                                                 | 90    |       |
| 19. Dezember | Koharu Kisaragi                             | japanische Dramatikerin und Theaterleiterin                                                    | 44    |       |
| 19. Dezember | Georg Klimm                                 | deutscher Politiker (CSU)                                                                      | 87    |       |
| 19. Dezember | Constantin Koser                            | brasilianischer Franziskaner                                                                   | 82    |       |
| 19. Dezember | John Lindsay                                | US-amerikanischer Politiker, Bürgermeister von New York (1966–1973)                            | 79    |       |
| 19. Dezember | Pops Staples                                | US-amerikanischer Gospel- und R&B-Musiker                                                      | 86    |       |
| 20. Dezember | Adrian Henri                                | britischer Dichter                                                                             | 68    |       |
| 20. Dezember | Jindřich Marco                              | tschechischer Fotograf und Numismatiker                                                        | 79    |       |
| 20. Dezember | Luis Reynoso Cervantes                      | mexikanischer Geistlicher, Bischof von Cuernavaca                                              | 74    |       |
| 21. Dezember | Wolfgang Breitwieser                        | deutscher Übersetzer                                                                           | 66    |       |
| 21. Dezember | Rober Eryol                                 | türkischer Fußballspieler                                                                      | 70    |       |
| 21. Dezember | Alfred Gross                                | US-amerikanischer Elektroingenieur                                                             | 82    |       |
| 21. Dezember | Franz Koringer                              | österreichischer Komponist                                                                     | 79    |       |
| 21. Dezember | Michel Le Moignan                           | kanadischer Politiker (Québec) und katholischer Priester                                       | 81    |       |
| 21. Dezember | Renaat Van Elslande                         | belgischer Politiker (CVP) und Minister                                                        | 84    |       |
| 22. Dezember | Herman Feshbach                             | US-amerikanischer Physiker                                                                     | 83    |       |
| 22. Dezember | Vytautas Kulakauskas                        | litauischer Basketballspieler und -trainer                                                     | 80    |       |
| 22. Dezember | Gottfried von Meiss                         | Schweizer Fliegeroffizier                                                                      | 91    |       |
| 22. Dezember | Edson Mitchell                              | US-amerikanischer Bankmanager                                                                  | 47    |       |
| 22. Dezember | Hans Ussing                                 | dänischer Biologe                                                                              | 88    |       |
| 23. Dezember | Billy Barty                                 | US-amerikanischer Schauspieler                                                                 | 76    |       |
| 23. Dezember | Victor Borge                                | dänisch-US-amerikanischer Pianist und Komödiant                                                | 91    |       |
| 23. Dezember | Aage Haugland                               | dänischer Bass-Sänger                                                                          | 56    |       |
| 23. Dezember | Noor Jehan                                  | indisch-pakistanische Sängerin, Schauspielerin und Regisseurin                                 | 74    |       |
| 23. Dezember | Peter Kafka                                 | deutscher Physiker                                                                             | 67    |       |
| 23. Dezember | Florynce Kennedy                            | US-amerikanische Aktivistin, Bürgerrechtlerin und Frauenrechtlerin                             | 84    |       |
| 23. Dezember | Siegfried Kokail                            | österreichischer Politiker (SPÖ), Abgeordneter zum Nationalrat                                 | 68    |       |
| 23. Dezember | Louis Leprince-Ringuet                      | französischer Physiker                                                                         | 99    |       |
| 23. Dezember | Dieter Meurer                               | deutscher Rechtswissenschaftler                                                                | 57    |       |
| 23. Dezember | Ludwig Schleifer                            | deutscher Politiker                                                                            | 68    |       |
| 24. Dezember | John Cooper                                 | britischer Autokonstrukteur                                                                    | 77    |       |
| 24. Dezember | Lothar Krall                                | deutscher Politiker (FDP), MdB, MdEP, MdL                                                      | 76    |       |
| 24. Dezember | Nick Massi                                  | US-amerikanischer Basssänger der Popgruppe The Four Seasons                                    | 65    |       |
| 24. Dezember | James A. Miller                             | US-amerikanischer Biochemiker                                                                  |       |       |
| 24. Dezember | Marcella Roddewig                           | deutsche Germanistin, Romanistin und Danteforscherin                                           | 82    |       |
| 24. Dezember | Feodor Theilheimer                          | deutsch-US-amerikanischer Mathematiker                                                         | 91    |       |
| 24. Dezember | Sŏ Chŏng-ju                                 | südkoreanischer Schriftsteller                                                                 | 85    |       |
| 25. Dezember | Décio Esteves                               | brasilianischer Fußballspieler und Fußballtrainer                                              | 73    |       |
| 25. Dezember | Heinz Huber                                 | Schweizer Mathematiker                                                                         | 74    |       |
| 25. Dezember | Aedan McGrath                               | irischer Kolumbaner-Missionspriester                                                           | 94    |       |
| 25. Dezember | Heinrich Meyers                             | deutscher Politiker (CDU), MdL                                                                 | 62    |       |
| 25. Dezember | Willard Van Orman Quine                     | US-amerikanischer Philosoph                                                                    | 92    |       |
| 25. Dezember | Gerhard Roever                              | deutscher Politiker (LDPD), Vorsitzender des BV Schwerin der LDPD                              | 78    |       |
| 25. Dezember | Peter W. Staub                              | Schweizer Schauspieler                                                                         | 90    |       |
| 25. Dezember | Günter Thieß                                | deutscher Sportlehrer und Sportwissenschaftler                                                 | 74    |       |
| 26. Dezember | Erdmuthe Falkenberg                         | deutsche Juristin und Sozialpolitikerin                                                        | 87    |       |
| 26. Dezember | Leo Gordon                                  | US-amerikanischer Schauspieler und Autor                                                       | 78    |       |
| 26. Dezember | Gerhard Gronefeld                           | japanischer Graphiker                                                                          | 89    |       |
| 26. Dezember | Hamaguchi Yōzō                              | deutscher Mathematiker und Hochschullehrer                                                     | 91    |       |
| 26. Dezember | Walter Hayes                                | britischer Journalist und Public Relations Vorstand von Ford                                   | 76    |       |
| 26. Dezember | Paul Kont                                   | österreichischer Komponist                                                                     | 80    |       |
| 26. Dezember | Polly Kügler-Leistner                       | österreichische Schauspielerin und Regisseurin                                                 | 80    |       |
| 26. Dezember | Stephan Lackner                             | deutsch-US-amerikanischer Autor und Kunstsammler                                               | 90    |       |
| 26. Dezember | Magik                                       | polnischer Rapper und Produzent                                                                | 22    |       |
| 26. Dezember | Jason Robards                               | US-amerikanischer Schauspieler                                                                 | 78    |       |
| 26. Dezember | Marion Römer                                | Schweizer Pionierin der Migrantenhilfe                                                         | 83    |       |
| 26. Dezember | Guy-Pierre Volpert                          | französischer Eishockeyspieler                                                                 | 84    |       |
| 27. Dezember | Erwin Ammann                                | deutscher Politiker (CSU), MdL                                                                 | 84    |       |
| 27. Dezember | William Hanes Ayres                         | US-amerikanischer Politiker                                                                    | 84    |       |
| 27. Dezember | Jack McVea                                  | US-amerikanischer Jazz- und Bluesmusiker                                                       | 86    |       |
| 27. Dezember | Constantin Iftodi                           | rumänischer Politiker (PCR) und Botschafter                                                    | 76    |       |
| 27. Dezember | Nikolai von Michalewsky                     | deutscher Schriftsteller                                                                       | 69    |       |
| 28. Dezember | Eduard Adorno                               | deutscher Politiker (CDU), MdB                                                                 | 80    |       |
| 28. Dezember | Arthur Dürst                                | Schweizer Geograph und Kartenhistoriker                                                        | 74    |       |
| 28. Dezember | Kurt Holter                                 | österreichischer Historiker und Kunsthistoriker                                                | 89    |       |
| 28. Dezember | Arnold Hutschnecker                         | österreichisch-US-amerikanischer Psychiater und Psychotherapeut                                | 102   |       |
| 29. Dezember | Ebou Dibba                                  | gambischer Schriftsteller                                                                      | 57    |       |
| 29. Dezember | Burton F. Ellis                             | US-amerikanischer Jurist                                                                       | 97    |       |
| 29. Dezember | Hans Geupel                                 | deutscher Sportlehrer und Trainer                                                              | 77    |       |
| 29. Dezember | Carlernst Kürten                            | deutscher Bildhauer                                                                            | 79    |       |
| 29. Dezember | Jacques Laurent                             | französischer Schriftsteller und Journalist                                                    | 81    |       |
| 29. Dezember | Christiane Ritter                           | österreichische Malerin und Autorin                                                            | 103   |       |
| 29. Dezember | Hans Ulrich Roll                            | deutscher Meteorologe                                                                          | 90    |       |
| 29. Dezember | Jimmie Selph                                | US-amerikanischer Country-Musiker                                                              | 79    |       |
| 30. Dezember | Alfred Burger                               | österreichisch-US-amerikanischer Chemiker                                                      | 95    |       |
| 30. Dezember | James C. Corman                             | US-amerikanischer Politiker                                                                    | 80    |       |
| 30. Dezember | Julius J. Epstein                           | US-amerikanischer Drehbuchautor                                                                | 91    |       |
| 30. Dezember | Louis-René des Forêts                       | französischer Schriftsteller                                                                   | 82    |       |
| 30. Dezember | Hellmut Grabert                             | deutscher Geologe                                                                              | 80    |       |
| 30. Dezember | John Ahern Torpie                           | australischer Ordensgeistlicher und römisch-katholischer Bischof von Cairns                    | 90    |       |
| 30. Dezember | Isakas Vistaneckis                          | litauisch-israelischer Schachspieler                                                           | 90    |       |
| 30. Dezember | Bohdan Warchal                              | slowakischer Violinist                                                                         | 70    |       |
| 31. Dezember | Franz Bernhard                              | österreichischer Jurist und Politiker (ÖVP)                                                    | 66    |       |
| 31. Dezember | Alan Cranston                               | US-amerikanischer Politiker                                                                    | 86    |       |
| 31. Dezember | William R. Farmer                           | US-amerikanischer Neutestamentler                                                              |       |       |
| 31. Dezember | Sebastian de Grazia                         | US-amerikanischer Philosoph, Hochschullehrer und Biograf                                       | 83    |       |
| 31. Dezember | José Greco                                  | italienischer Flamencotänzer und Choreopgraph                                                  | 82    |       |
| 31. Dezember | Binyamin Ze’ev Kahane                       | israelisch-US-amerikanischer Zionist                                                           | 34    |       |
| 31. Dezember | Kenneth L. Pike                             | US-amerikanischer Linguist und Anthropologe                                                    | 88    |       |
| 31. Dezember | Beksat Sattarchanow                         | kasachischer Boxer                                                                             | 20    |       |
| 31. Dezember | Eddy Shaver                                 | US-amerikanischer Gitarrist, Arrangeur und Songwriter                                          | 38    |       |
| Dezember     | Frank Worth                                 | US-amerikanischer Fotograf                                                                     | 77    |       |